# 樱叶楼梯草
樱叶楼梯草（学名：Elatostema prunifolium）为荨麻科楼梯草属的植物，是中国的特有植物。分布在中国大陆的四川等地，生长于海拔750米的地区，多生长于山地林下，目前尚未由人工引种栽培。